# Duryea Motor Wagon Company

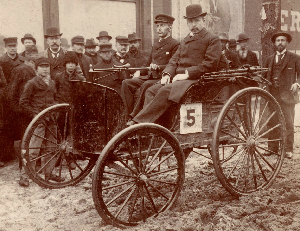
Duryea auto in de sneeuw tijdens de Chicago Times-Herald race van 1895

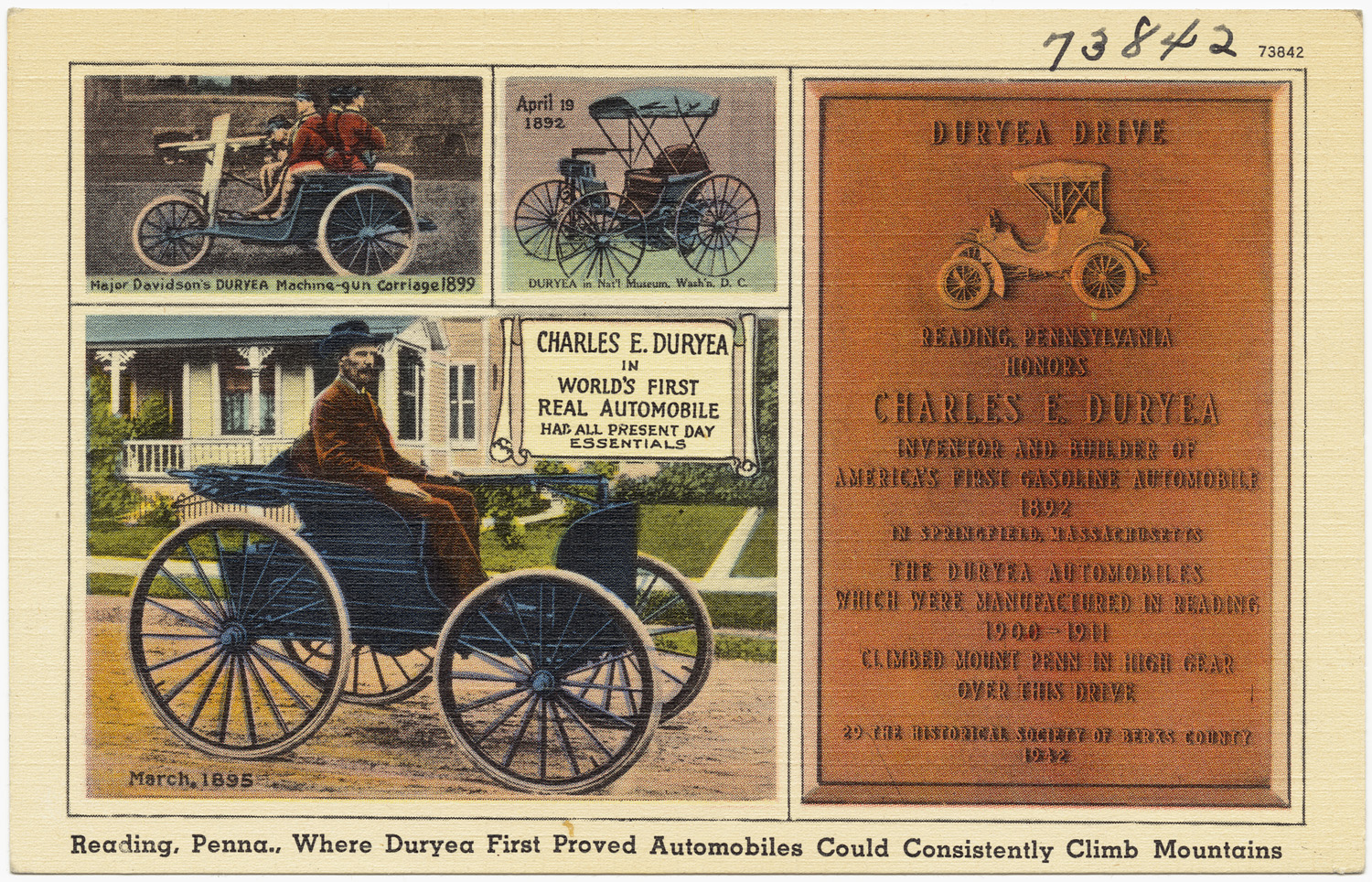
Charles Duryea was een bekende verschijning in Reading, waar hij zijn automobielen produceerde en op de openbare weg en op de hellingen van Mount Penn testte.

Duryea is een Amerikaans historisch merk van auto's en motorfietsen. Het was het eerste merk in de Verenigde Staten dat automobielen met benzinemotoren bouwde.
De bedrijfsnaam was: The Duryea Motor Wagon Company, Springfield (Massachusetts), later Reading (Pennsylvania).

## Geschiedenis
Het bedrijf werd in 1895 opgericht door de broers Charles en Frank Duryea, die al op 21 september 1893 hun eerste eencilinder automobiel hadden gedemonstreerd op Taylor Street in Springfield. Deze "Ladies Phaeton" wordt beschouwd als de eerste succesvolle Amerikaanse auto. Op Thanksgiving Day 1895 won een tweede Duryea-auto, die in 1894 gebouwd was, de Chicago Times-Herald race in de sneeuw. Hij reed 84 km met een gemiddelde snelheid van 12 km/h. In hetzelfde jaar vond de officiële oprichting van het bedrijf plaats en begonnen de broers auto's in serie de produceren. Eind 1896 hadden ze dertien exemplaren verkocht. Frank won ook de London to Brighton Race met 75 minuten voorsprong om zijn tegenstanders. Maar in 1896 was een Duryea-auto ook de eerste die betrokken was bij een verkeersongeval. Een bestuurder in New York raakte een fietser, waarbij diens been brak en de automobilist bracht een nacht in de cel door.
Op 20 juli 1897 vroeg de Amerikaan Charles Duryea patent aan op een zeer bijzondere gemotoriseerde fiets. Deze had een tweecilinderboxermotor in het voorwiel waarvan de inlaatkleppen snuffelkleppen waren. De cilinders hadden drie koelribben en de koeling was afhankelijk van de omwentelingen van het voorwiel.
Eind 19e eeuw gingen de broers uit elkaar na een meningsverschil over de financiering waarbij het bedrijf verhuisd zou moeten worden naar Detroit. Frank ging samenwerken met de wapenfabrikant Stevens Arms, waar hij de Stevens-Duryea-auto's ging maken. Charles ging in 1900 in Reading (Pennsylvania) verder met de productie van Duryea-auto's. Daar richtten Duryea en Sternbergh de Duryea Power Company op voor de productie van "ijzer, staal, elk metaal of hout of beide, inclusief automobielen, motoren, propellers en onderdelen daarvoor". In 1902 produceerde men een driewielige driecillinder auto per week. In 1905 had Duryea vijftig personeelsleden die zestig auto's per jaar maakten. De auto's waren succesvol, maar in 1907 werd het bedrijf gesloten na een meningsverschil tussen de compagnons. Charles ontwikkelde echter een nieuwe, goedkope tweecilinder met luchtkoeling die hij in een garage in Carpenter Street bouwde en die bij "Buggyaut" noemde. Deze Buggyaut had grote wielen zoals een rijtuig, die het rijden over de onverharde wegen comfortabeler maakten. Hij kostte slechts $ 700, een groot verschil met de laatste Duryea-Sternbergh vierwieler die $ 1.600,= had gekost. Desondanks werd de auto geen succes en in 1914 sloot Charles Duryea zijn bedrijf en vertrok hij uit Reading.
In 1916 was hij kennelijk teruggekeerd in Reading, want met financiële hulp van de distributeur Keyser Fry ontwikkelde hij een nieuw goedkoop voertuig, de "Duryea GM Motortricycl", een driewielige autocycle met een nieuw ontwikkelde motor en een veersysteem. Deze driewieler kostte slechts $ 250,=, maar financiële problemen dwongen Duryea het project stil te zetten, terwijl er niet meer dan een dozijn "Motortricycl's" gebouwd waren. In 1917 stopte de productie van Duryea-auto's definitief.
Duryea auto's werden van 1899 tot 1902 in licentie geproduceerd door de Construction Liégeoise d'Autombiles in Luik, de fabriek waar aanvankelijk de Georgia Knap-voiturettes waren gebouwd.